# Балкански куп у фудбалу за репрезентације 1946.
Балкански куп 1946. (алб. Kupa e Ballkanit 1946, енгл. 1946 Balkan Cup) је био осми фудбалски турнир Балканског купа. Учесници овог осмог издања балканског купа одржаног у Албанији су били Југославија, Бугарска, Румунија и по први пут у историји Албанија, која је освојила турнир у свом првом покушају. На овом турниру репрезентацију Албаније је предводио српски и Југословенски тренер Љубиша Броћић
По први пут су репрезентације учеснице које су учествовале на турниру морале да региструју/пријаве тим од преко 14 играча, укључујући једног или два голмана.

## Коначна табела
| Pos | Тим         | О | П | Н | И | ГД | ГП | ГР | Бод. |          |
| --- | ----------- | - | - | - | - | -- | -- | -- | ---- | -------- |
| 1   | Албанија    | 3 | 2 | 0 | 1 | 6  | 4  | +2 | 4    | Победник |
| 2   | Југославија | 3 | 2 | 0 | 1 | 6  | 5  | +1 | 4    |          |
| 3   | Румунија    | 3 | 1 | 1 | 1 | 4  | 4  | 0  | 3    |          |
| 4   | Бугарска    | 3 | 0 | 1 | 2 | 4  | 7  | −3 | 1    |          |

## Утакмице
| Албанија              | 2 : 3    | Југославија                             |
| --------------------- | -------- | --------------------------------------- |
| Мираши 6’ · Телити 8’ | Извештај | Матошић 47’ · Бобек 48’ · Чајковски 78’ |

| Бугарска                        | 2 : 2    | Румунија             |
| ------------------------------- | -------- | -------------------- |
| Негреску 33’ (а.г.) · Милев 22’ | Извештај | Реутер 40’ · Тот 88’ |

| Албанија                            | 3 : 1    | Бугарска  |
| ----------------------------------- | -------- | --------- |
| Боричи 30’, 65’ (пен.) · Мираши 68’ | Извештај | Спасов 5’ |

| Румунија                | 2 : 1    | Југославија    |
| ----------------------- | -------- | -------------- |
| Реутер 18’ · Фабиан 24’ | Извештај | Симоновски 42’ |

| Албанија   | 1 : 0    | Румунија |
| ---------- | -------- | -------- |
| Телити 55’ | Извештај |          |

| Бугарска   | 1 : 2    | Југославија     |
| ---------- | -------- | --------------- |
| Ласков 88’ | Извештај | Сандић 35’, 70’ |

## Победник
| Куп Балкана 1946.                                                      |
| ---------------------------------------------------------------------- |
| · [[{{{altlink}}} Албаније\|Народна Република Албанија]] · Прва титула |

## Статистика
- Састав Југославије против Албаније 3 : 2

Репрезентација Југославије: Звонко Монсидер, Мирослав Брозовић, Драгутин Лојен, Златко Чајковски, Ивица Хорват, Александар Атанацковић, Првослав Михајловић, Фране Матошић, Фрањо Рупник, Стјепан Бобек, Кирил Симоновски. Селекторска комисија: Милорад Арсенијевић и Александар Тирнанић
- Састав Југославије против Албаније 1 : 2

Репрезентација Југославије: Фрањо Шоштарић ,Мирослав Брозовић, Златко Чајковски, Драгутин Лојен, Ивица Хорват, Александар Атанацкови, Фрањо Рупник, Фране Матошић, Фрањо Велф Стјепан Бобек Кирил Симоновски. Селекторска комисија: Милорад Арсенијевић и Александар Тирнанић
- Састав Југославије против Бугарске 2 : 1

Репрезентација Југославије: Фрањо Шоштарић, Мирослав Брозовић, Миомир Петровић, Златко Чајковски, Ивица Хорват, Кирил Симоновски, Фрањо Рупник, Фране Матошић, Божидар Сандић, Александар Атанацковић, Првослав Михајловић. Селекторска комисија: Милорад Арсенијевић и Александар Тирнанић

### Стрелци голова
Укупно је постигнуто  20 голова у 6 утакмица, с просеком од 3.33 гола по утакмици.
2 гола
- Б. Сандић
- П. Мираши
- Л. Боричи
- Ћ. Телити
- Н. Реутер

1 гол
- Б. Ласков
- К. Милев
- В. Спасов
- Ф. Матошић
- К. Симоновски
- С. Бобек
- З. Чајковски
- Ј. Фабијан
- М. Тот

1 аутогол
- А. Негреску (против Бугарске)